# Hugh Montgomery (Physiker)
Hugh Elliot Montgomery (* 21. März 1948 in Middleham, North Yorkshire) ist ein britischer Physiker.

## Leben
Montgomery besuchte von 1959 bis 1966 die Yorebridge Grammar School in Askrigg, Wensleydale. Von 1966 bis 1972 studierte er am Department of Physics der Faculty of Science der Manchester University. Dort erhielt er 1969 einen Bachelor of Science (Hons 1st class), 1970 ein Diploma in advanced Studies in Science mit Auszeichnung und promovierte 1972. 
Von 1972 bis 1978 arbeitete Montgomery als SRC Research Associate am Daresbury Nuclear Physics Laboratory (DNPL) und am Rutherford High Energy Laboratory. In dieser Zeit war er von 1972 bis 1974 Mitglied in der Daresbury-Frascati-Pisa-Gruppe für Pion-Electroproduction sowie von 1975 bis 1977 Mitglied der CERN-Utrecht-Lancaster-Manchester-Kollaboration für das Experiment R207 am Teilchenbeschleuniger Intersecting Storage Rings des CERN. Von 1973 bis 1983 gehörte er der Forschungsgruppe European Muon Collaboration (EMC) an. Von 1978 bis 1983 war Montgomery Mitarbeiter am CERN. Als solcher war er von 1982 bis 1983 Koordinator der European Muon Collaboration, sowie Sprecher und Kontaktperson für die Experimente NA2, NA9 und NA28.
Ab 1983 wurde Montgomery am Fermi National Accelerator Laboratory (kurz Fermilab) tätig. Erst von 1983 bis 1985 als Associate Scientist, dann von 1985 bis 1987 als Scientist I, von 1987 bis 1995 als Scientist II und schließlich ab 1995 als Scientist III. Dort war er von 1983 bis 1993 Mitglied von Experiment E665 und fungierte von 1987 bis 1989 als Sprecher des Experimentes. Des Weiteren war er 1984 Associate Head des Research Services Department, von 1984 bis 1987 Leiter des Computing Department und von 1989 bis 1991 Deputy Head der Research Division. Von 1990 bis 2003 war er Mitglied der D0-Kollaboration. Im Zuge dessen war er von 1990 bis 1993 Ko-Leiter des D0 Upgrade, von 1991 bis 1993 Gruppenleiter der Beta Gruppe am D0-Department der Research Division des Fermilab, sowie von 1992 bis 1993 Deputy Head des D0-Department. Von 1993 bis 1999 fungierte Montgomery als Ko-Sprecher des D0-Experimentes. Anschließend war er von 1999 bis 2001 Associate Project Manager für das D0 Upgrade Project und leitete von 1999 bis 2002 das PPD/D0 Experiment Department. 2002 wurde er Pres Associate Director for Research am Fermilab.
2008 wechselte Montgomery an die Thomas Jefferson National Accelerator Facility (Jefferson Labs) und wurde Direktor dieses Forschungszentrums. Nach seinem Rücktritt von diesem Posten zum 2. April 2017 wurde er beratend für das Jefferson Lab Directorate tätig. Neben seiner Tätigkeit als Direktor war Montgomery ebenfalls Präsident der Jefferson Science Associates, ein Joint Venture zwischen der Southeastern Universities Research Association und PAE Applied Technologies, das zum Betrieb und zur Verwaltung des Jefferson Labs für das US-Energieministerium gegründet wurde, gewesen.
2015 wurde ihm die Ehrendoktorwürde der Lancaster University verliehen. 2016 wurde ihm vom Institute of Physics die Glazebrook Medal verliehen. 2017 erhielt er von dem US-amerikanischen Energieminister Ernest Moniz den Secretary of Energy’s Distinguished Service Award.
Montgomery ist verheiratet und hat zwei Söhne.